# 藤村源五郎一座
藤村源五郎一座（ふじむらげんごろういちざ）は『水曜どうでしょう』のディレクター・藤村忠寿が大阪を拠点とする演劇集団・笑撃武踊団と共に2015年に旗揚げした時代劇集団である。
笑撃武踊団の演出を担当している黒羽さえりは読売テレビの西田二郎と知り合いであった。藤村と西田はテレビ埼玉で放映された『たまたま』で系列の異なるテレビ局の社員同士なのに共演するといったような縁があった。2014年に西田は黒羽に番組企画「ヒーローショー」について依頼され、藤村と黒羽が知り合うことになった。そのころの藤村は鈴井貴之の「OOPARTS」にて俳優として参加しており、俳優業に興味を抱いていた。
なお、藤村源五郎の名は『水曜どうでしょう』で手足をばたばたさせている藤村を見た大泉洋（TEAM NACS）が藤村を「ゲンゴロウ」と呼んだことに由来する。

## メンバー
- 座長 - 藤村源五郎（藤村忠寿）（北海道テレビ）
- 副座長・殺陣師 - 藤澤アニキ
- 脚本・殺陣 - 御竹龍雪
- 脚本 - 佐々木みつる
- 演出 - 黒羽さえり
- 振付 - Licaco
- 音楽 - 西田二郎（読売テレビ　歌手「Nj」として主題歌、挿入歌を担当）
- 講談 - 嬉野雅道（北海道テレビ）